# وليد صالح (باحث)
وليد أحمد صالح هو عالم لبناني في تفسير القرآن الكريم وأستاذ الدراسات الإسلامية في جامعة تورنتو.
يتناول عمله القرآن الكريم، وتاريخ تفسير القرآن، وتقاليد المخطوطات العربية، والفكر الإسلامي المروع، وتفاعل المسلمين مع الكتاب المقدس.

## السيرة

### التعليم
التحق وليد صالح بالجامعة الأمريكية في بيروت، وتخرج بدرجة البكالوريوس في اللغة العربية وآدابها في عام 1989. ثم تابع دراساته العليا في جامعة ييل، وحصل على درجة الماجستير في عام 1996 وأكمل درجة الدكتوراه في الدراسات الإسلامية في عام 2001، بإشراف جيرهارد باورينج [الإنجليزية]. حصل على منحة DAAD في عامي 1996-1997، ودرس في هامبورغ تحت وصاية الراحل ألبريشت نورث [الإنجليزية].

### الحياة المهنية
شغل صالح منصب أستاذ مساعد في كلية ميدلبري في فيرمونت، بالولايات المتحدة الأمريكية، من عام 1999 إلى عام 2002. ثم انضم إلى جامعة تورنتو في عام 2002 كأستاذ مساعد، حيث شغل مناصب أكاديمية مختلفة. حصل على وظيفة دائمة في عام 2007 وتمت ترقيته إلى أستاذ مشارك. وفي وقت لاحق، أصبح أستاذًا متميزًا، وشغل هذا المنصب من عام 2010 إلى عام 2013.
حصل صالح على العديد من الأوسمة والزمالات. حصل على زمالة الاتجاهات الجديدة من مؤسسة ميلون [الإنجليزية] في عام 2014، كما منحته مؤسسة هومبولت [الإنجليزية] في ألمانيا زمالة كونراد أديناور (2017). بالإضافة إلى ذلك، حصل على تمويل من مجلس البحوث الاجتماعية والإنسانية [الإنجليزية] ومؤسسة كلوج التابعة لمكتبة الكونجرس.

## أعمال مختارة
- دفاعًا عن الكتاب المقدس: طبعة نقدية ومقدمة لرسالة البقاعي في الكتاب المقدس[10]
- نشأة التفسير الكلاسيكي[11]

## طالع أيضًا
- بهنام صادقي [الإنجليزية]
- برهان الدين البقاعي